# さよなら グッド・バイ
『さよなら グッド・バイ』（さよなら グッド・バイ）は、2022年5月20日に公開された日本映画。監督は谷健二、主演は玉城裕規。
太宰治の未完の遺作『グッド・バイ』を原案とし、舞台を現代に移したものとなる。

## キャスト
- 田島周二：玉城裕規
- 永井キヌ子：金澤美穂[1][2]
- 永井一雄：高崎翔太[2]
- 秋月三佳
- 沖なつ芽
- 蒼あんな
- 蒼れいな
- 田山由起
- 立花はる
- 高橋凛
- 綱島恵里香
- 森レイ子

## スタッフ
- 原案：太宰治『グッド・バイ』
- 監督：谷健二
- 脚本：佐東みどり
- 主題歌：小林私「後付」[3]
- 配給：セブンフィルム